# Жёлтенькое (Алтайский край)
Жёлтенькое — упразднённое село в Немецком национальном районе Алтайского края. Упразднено в 1950 г, население переселено в село Кусак.

## География
Село располагалось в 5 км к юго-западу от села Кусак.

## История
Основано в 1890 году, немцами переселенцами из Причерноморья. До 1917 года лютеранско-католическое село Ново-Романовской волости Барнаульского уезда Томской губернии. После революции центр Жёлтенького сельсовета. В 1931 г. организован колхоз «Новая деревня». Затем отделение колхоза им. Энгельса. В 1950 г. жители переселены в село Кусак.

## Население[2]
| год     | 1905 | 1911 | 1926 |
| ------- | ---- | ---- | ---- |
| человек | 100  | 345  | 356  |